# Tlingit

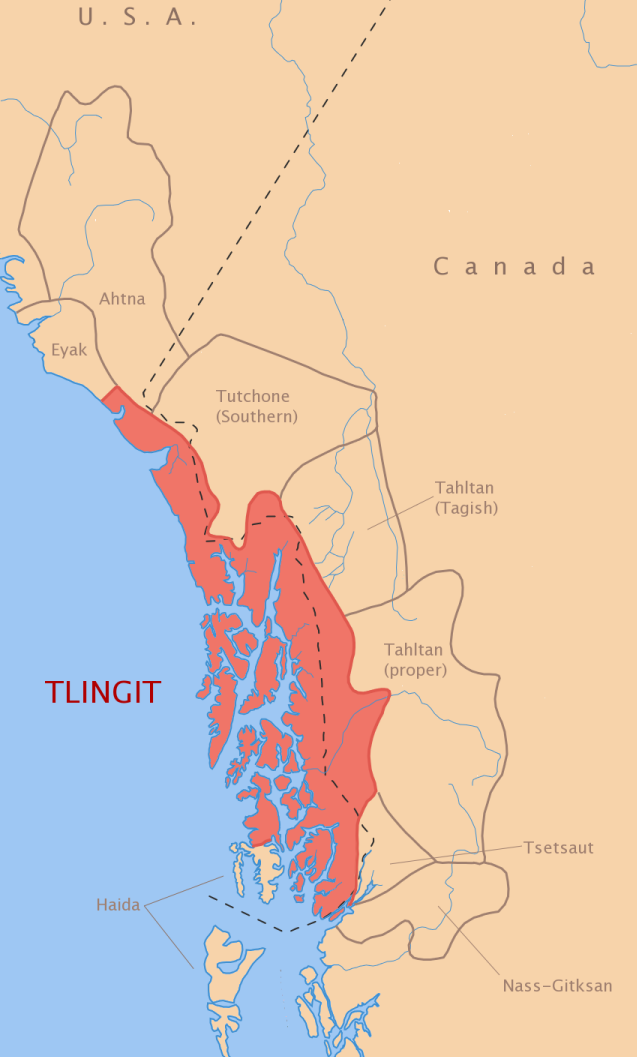
Localización de los tlingit.

Los tlingit o tlinquit (endónimo: /ɬɪ̀ŋkɪ́t/) son una tribu amerindia del grupo Kolosh de las lenguas na-dené. Su nombre proviene de la palabra Tlingit que significa "pueblo". También les dicen kolosh, palabra que procede del aleutiano kalohs o kaluga. Se dividen en los grupos Auk, Chilkat, Gonaho, Hehl, Henya, Huna, Hutsnuwu, Kake, Kuiu, Sanya, Sitka, Stikine, Sumdum, Taku, Tongass, Tahltan y Yakutat. Son vecinos y amigos de los haida y tsimshian.

## Historia
Se sabe que hacia 1720 estaban agrupados en 13 kwans o áreas locales,  cada una con seis villas, y a menudo se enfrentaban con los aleut, enemigos suyos. En 1741, fueron visitados por el ruso Alekséi Chírikov, y se enfrentaron a Vitus Bering y a los rusos, lo que les impidió la ocupación formal de su territorio. Se mantuvo un estado latente de guerra que provocó incidentes como el de la bahía de Yschugat de 1790, donde murieron 12 tlingit, 2 rusos y 9 aleuts. Así y todo, en 1799 los rusos consiguieron fundar Fort Sitka, un importante centro de comercio de pieles. En 1802, Fort Sitka fue atacado por los tlingit, que mataron 20 rusos, 130 aleuts, y robaron 4.000 pieles. Como represalia, en 1804 Aleksandr Baránov atacó a los Sitka a base de cañonazos, y en el 1805 el jefe de los yakutat, Theodore, atacó a los rusos. Aun así, los rusos construyeron el fuerte Novo Arjánguelsk, del 1804 al 1818.
Desde 1834 hasta 1854, Veniamínov intentó convertirlos al cristianismo ortodoxo, aprendió su lengua y salvó a muchos de la viruela. Así, en el 1835, los koloshi pidieron medicinas a Sitka, de tal manera que se inició una época de tranquilidad y comercio. Además, cuando en 1849 se encontró oro en California, aumentó la demanda de hielo y ayudaron a los comerciantes rusos. Pero cuando Veniamínov se marchó, estallaron nuevas tensiones, y destruyeron una fortificación de la Hudson Bay Co, razón por la cual al año siguiente los rusos enviaron a 100 soldados a Sitka para prevenir los ataques.
En el año 1862, sufrieron una fuerte epidemia de viruela que les diezmó fuerza. En 1867 todo el territorio de Alaska, incluso el suyo, fue vendido por los rusos a los EUA. En 1877, aceptaron la introducción de Estados Unidos a su territorio, se introducen escuelas presbiterianas y se ganan la vida alquilando canoas a los mineros que buscaban oro por la zona.

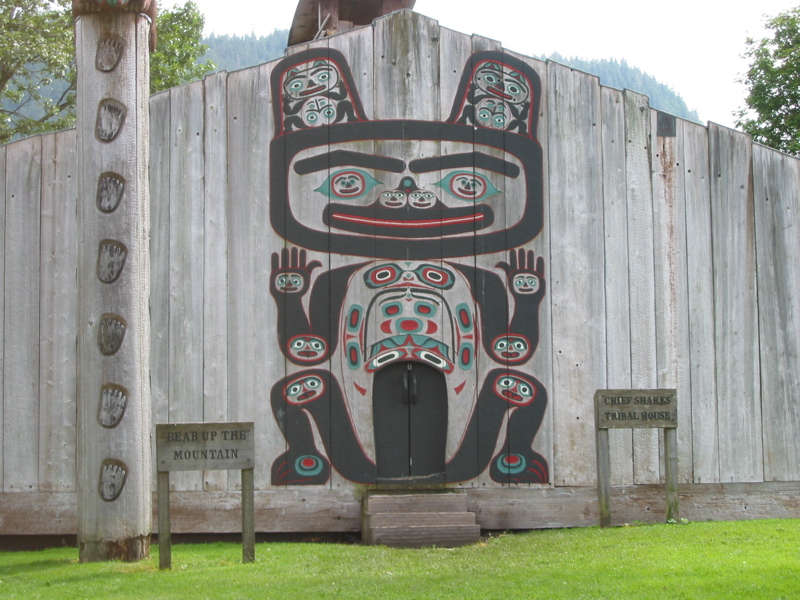
Casa Tribal del Jefe Shakes, en Alaska.

Pero en 1896 se encuentra oro en Klondike y unos 40.000 mineros invaden su territorio, lo cual introdujo el alcohol, la prostitución, las enfermedades venéreas, la proletarización, y la aculturación. En 1900 se introdujeron escuelas bautistas y católicas. En 1904 aceptaron la orden del gobierno de no celebrar el potlacht y en 1912 los tlingit Susie James (1890-1980) y Frank Johnson (1894-1982), maestro y pescador, participaron en la creación del primer grupo indio, Alaska Native Brotherhood, para proteger sus intereses. En 1924 obtuvieron el derecho a voto, e incluso en 1926 el tlingit William Paull pasaría a ser diputado en el parlamento territorial de Alaska. En 1931 obtuvieron el derecho de poder reclamar por los yacimientos mineros, pero en 1942 se construyó la autopista de Alaska por su territorio, lo que les llevó a las movilizaciones.
En 1953 se construye la Haida-Tlingit Lands Claims Council para reclamar sus tierras. Sobre el año 1960 se erigieron las primeras escuelas de la BIA. Finalmente, en 1971 el Alaska Native Claims Settlement Act estableció 13 corporaciones regionales para administrar las tierras nativas. Una de ellas, Sealaska Corp. lo será para los tlingit, haida, y tsimshian, y será privatizada en 1991. Su órgano de gobierno es el Tlingit & Haida Central Council, pero con sede en Juneau.

## Costumbres

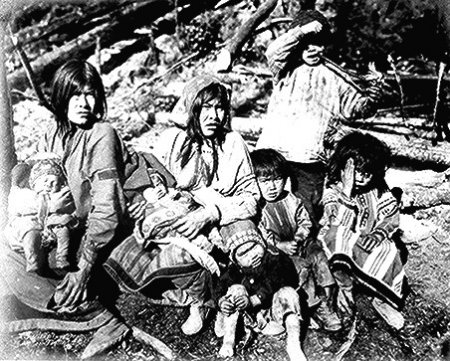
Mujer y niños tlingits

Están considerados como los máximos representantes de la cultura indígena del noroeste norteamericano. Vivían en largas villas rodeadas de planchas de madera con crestas ornamentales y palos totémicos, que parece ser que representaban los antepasados y los distintivos sociales de sus habitantes. Hacían casas de tablas de cedro de 3,6 metros de alto, con vigas de madera, donde vivía mucha gente emparentada. Hacían los tótem delante de la casa; las habitaciones se instalaban sobre plataformas, cuatro palos angulares esculpidos. También hacían piraguas de madera de 20 metros de longitud, que eran usadas tanto para la guerra como para la pesca. Las mujeres hacían sábanas y mantas chilkat, y los hombres hacían palos totémicos y canoas decoradas. Asimismo elaboraban cestas de las raíces de abeto decoradas en color. Cocinaban con piedras calientes. Se dividían en 14 grupos tribales divididos en dos mitades (yeíl y águila-lobo), y éstas, a su vez, se dividían en clanes endogámicos regidos por filiación materna. En cada poblado, cada clan tenía un jefe, el yitsati o padre de familia. Todos sus miembros descendían de un antepasado común, siempre por línea materna, y con una organización y roles muy complejos. Los linajes, basados igualmente en clanes, eran políticamente independientes y tenían un caudillo, pero no poseía ninguna autoridad tribal. Algunos linajes unificaban las diferentes tribus y hacían villas con intenciones de explotar los recursos económicos de un territorio, así como para celebrar las ceremonias.

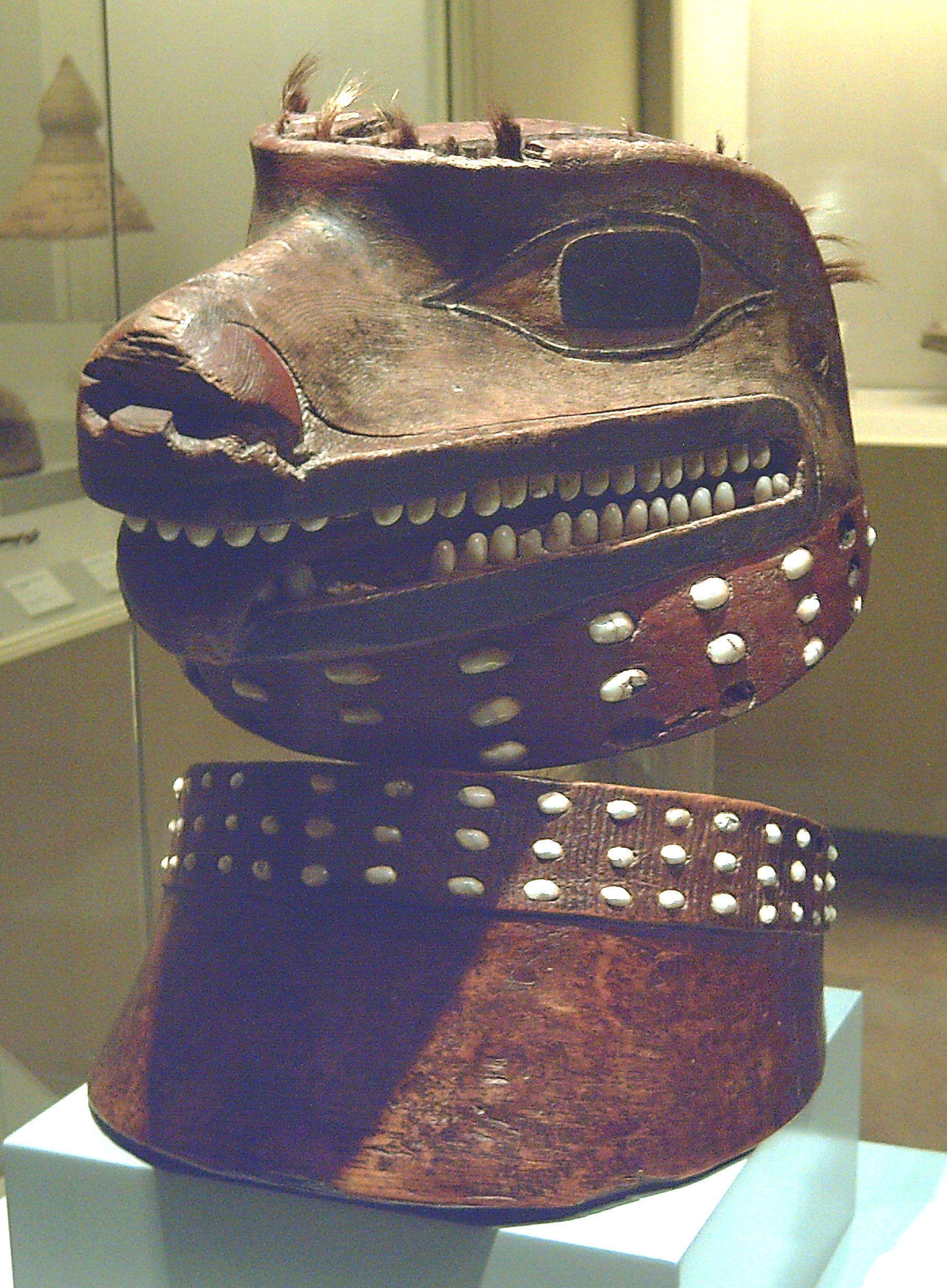
Arte tlingit del s. XVIII: casco y collera que representan a un lobo (Museo de América, Madrid, España).

Pescaban cinco clases diferentes de salmones con arpones, redes y trampas, aunque también cazaban patos, mamíferos terrestres (osos y ciervos) y marítimos (focas y nutrias), y recogían bayas y raíces. Las casas las habitaban en invierno, y durante el verano se movían por el interior para cazar o para pescar. Al igual que los nootka y los kwakiutl, también practicaban el potlatch, ceremonia común a todas las tribus de la costa noroeste y que consistía en el reparto, con diversas finalidades, cuando se moría alguien, y principalmente en los meses invernales, de regalos después de una ostentosa ceremonia, donde los que la convocaban rivalizaban en generosidad, ya que este detalle les daba prestigio y se exigía reciprocidad, puesto que de ello dependía su posición social.
Respecto a la religión, creían que el Cuervo había dado el fuego a su pueblo y puesto en curso el sol y la luna. Asimismo creían en un héroe mitológico, Kaax’achgóok, similar a Ulises. Las ceremonias rituales eran complejas. Usaban grandes máscaras de madera que representaban a los antepasados o héroes sobrenaturales. Llevaban carracas de madera talladas en forma de pájaro. Cuando un chamán moría, se le decapitaba, y la cabeza la guardaban en una caja de madera con sus instrumentos mágicos y la escondían en una cueva oscura.

## Demografía
Cuando los rusos llegaron en 1740, se hablaban 14 dialectos del idioma, y eran, aproximadamente, 10 000 individuos. En 1900, quedaban 5.000 individuos. Sobre 1985, había 10 000 en Alaska (950 de los cuales se encontraban en la Reserva Hoonah) y 500 en Canadá, de los cuales solamente unos 2.000 hablaban el idioma nativo. En el censo de los EUA del año 2000, el nombre de tlingit y haida van juntos, separados en algunas divisiones:
| Censo de los EUA del año 2000   | Censo de los EUA del año 2000 | Censo de los EUA del año 2000 | Censo de los EUA del año 2000 | Censo de los EUA del año 2000 | Censo de los EUA del año 2000 |           | BIA en 1995             | BIA en 1995     | BIA en 1995 |
| Fracción                        | De una tribu                  | Dos tribus                    | Una tribu más otras razas     | Dos tribus más otras razas    | Total                         | Población | Apuntados al rol tribal | Comunidad       |             |
| Angoon                          | 85                            | 7                             | 1                             | —                             | 93                            | 525       | 551                     | Angoon          |             |
| Central Council Tlingit & Haida | 65                            | 5                             | 10                            |                               | 80                            |           |                         |                 |             |
| Chilkat village/Kluckwan        | 142                           | -                             | 4                             | —                             | 146                           | 128       | 134                     | Chilkat         |             |
| Chilkoot Association            | 19                            | —                             | 7                             | 1                             | 27                            | 224       | 235                     | Chilkoot        |             |
| ————                            | ————                          | ————                          | ————                          | ————                          | ————                          | 315       | 331                     | Craig           |             |
| Douglas Association             | 4                             | 1                             | 9                             | —                             | 14                            | 261       | 274                     | Douglas         |             |
| Hoonah                          | 250                           | 12                            | 40                            | 1                             | 303                           | 573       | 602                     | Hoonah          |             |
| Kake                            | 214                           | 8                             | 43                            | —                             | 265                           | 519       | 545                     | Kake            |             |
| Kaasan                          | 8                             | 2                             | 6                             | —                             | 16                            |           |                         |                 |             |
| Ketchikan Corp                  | 555                           | 10                            | 101                           | 4                             | 670                           | 1.558     | 1636                    | Ketchikan       |             |
| Klawock                         | 205                           | 3                             | 23                            | —                             | 231                           | 428       | 449                     | Klawock         |             |
| Pelican                         | 1                             | 2                             | 6                             | —                             | 9                             |           |                         |                 |             |
| Petersburg                      | 1                             | 1                             | —                             | —                             | 2                             | 338       | 355                     | Petersburg      |             |
| Saxman                          | 284                           | 1                             | 17                            | 1                             | 303                           | 341       | 358                     | Saxman          |             |
| Sitka                           | 331                           | 14                            | 69                            | 5                             | 419                           | 1800      | 1890                    | Sitka           |             |
| ————                            | ————                          | ————                          | ————                          | ————                          | ————                          | 38        | 40                      | Skagway         |             |
| Tenakee Springs                 | 10                            | —                             | 8                             | —                             | 18                            |           |                         |                 |             |
| Prairie Island                  | 219                           | 6                             | 25                            | 1                             | 251                           |           |                         |                 |             |
| Tlingit                         | 9413                          | 2494                          | 4450                          | 837                           | 17 194                        | 3488      | 3490                    | Tlingit y Haida |             |
| Wrangell Assoc.                 | 1                             | —                             | 1                             | —                             | 2                             | 507       | 532                     | Wrangell        |             |
| Yakutat                         | 89                            | 1                             | 10                            | 2                             | 102                           | 315       | 331                     | Yakutat         |             |
| Juneau                          | 5                             | 12                            | 3                             | 3                             | 23                            |           |                         |                 |             |
| Total Tlingit                   | 13 415                        | 2577                          | 5309                          | 9                             | 22 155                        |           |                         |                 |             |
| Haida                           | 1239                          | 1766                          | 727                           | 532                           | 4264                          |           |                         |                 |             |
| Hydaburg                        | 171                           | —                             | 11                            | —                             | 182                           |           |                         |                 |             |
| Total Tlingit & Haida           | 14 285                        | 4343                          | 6043                          | 1387                          | 26 602                        | 11 358    | 11 753                  | Total           |             |

### Libros
- WISSLER, Clark (1993) Los indios de Estados Unidos de América
- MOSS, Joyce y WILSON, George (1991) Peoples of the World. North Americans  Gale Research Inc. Detroit/London
- AMES, Kenneth M. y MASCHNER, Herbert D.G. (1999). Peoples of the Northwest Coast: Their archaeology and prehistory. London: Thames and Hudson, Ltd. ISBN 0-500-28110-6.
- BULLEN, Edward L. (1968). An historical study of the education of the Indians of Teslin, Yukon Territory. (Unpublished master's thesis, University of Alberta, Edmonton).
- EMMONS, George Thornton (1991). The Tlingit Indians. Volume 70 in Anthropological Papers of the American Museum of Natural History. Edited with additions by Frederica De Laguna. New York: American Museum of Natural History. ISBN 0-295-97008-1.
- DAUENHAUER, Nora Marks y DAUENHAUER, Richard (1987). Haa Shuká, Our Ancestors: Tlingit oral narratives. Volume 1 in Classics of Tlingit Oral Literature. Seattle, Washington: University of Washington Press. ISBN 0-295-96495-2.
- SALISBURY, O.M. (1962). The customs and legends of the Thlinget Indians of Alaska. New York: Bonanza Books. ISBN 0-517-13550-7.
- SWANTON, John R. (1909). Tlingit myths and texts. Smithsonian Institution Bureau of American Ethnology: bulletin 39. Washington, D.C.: U.S. Government Printing Office.
- Teslin Women's Institute (1972). A history of the settlement of Teslin. Teslin, Yukon.

### Artículos
- Tlingit en ENCICLOPAEDIA BRITANNICA, Ed. E.B. Inc, 1970
- Tlingit en THE NEW ENCICLOPAEDIA BRITANNICA-Micropedia
- Tlingit en ENCICLOPAEDIA AMERICANA, Grooler Inc, Danbury Corn, 1983